# 迷宮

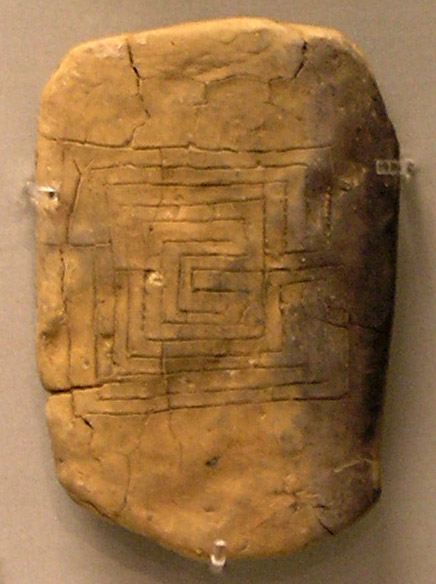
ギリシャピュロスの粘土板。最も初期のラビリンスの例

迷宮（めいきゅう、英: Labyrinth, 希: Λαβύρινθος）とは、一般的には部屋や通路が入り組んだ迷路のような建築物や構造物のことを指すが、厳密にはクレタ型迷宮に代表されるような、分岐のない秩序だった一本道であり、迷路とは対照的な特徴を持った図形を指す。
この記事ではLabyrinthの和訳としての迷宮について解説する。

## 神話・伝説と迷宮

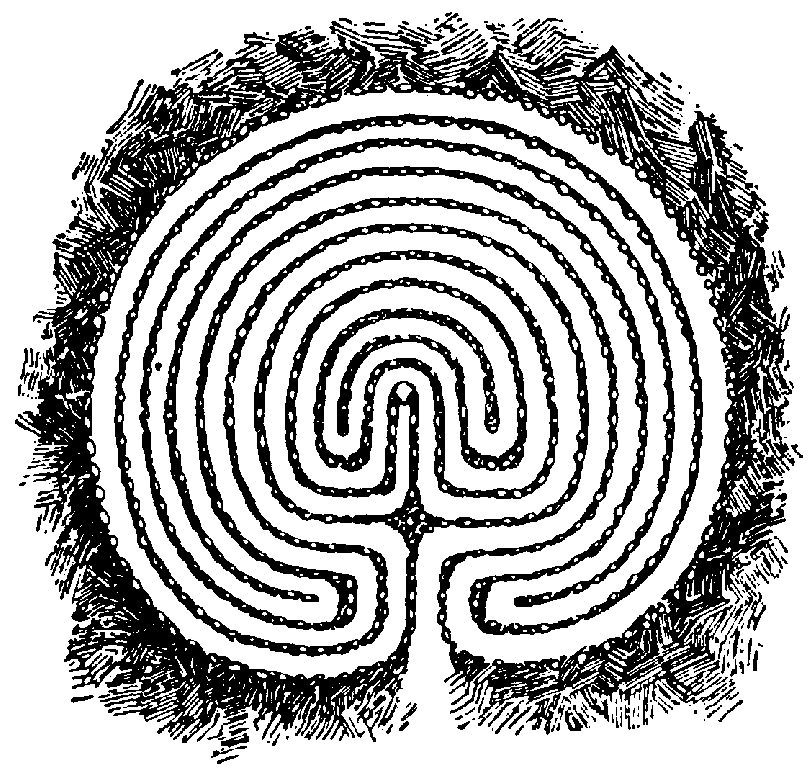
クノッソスの迷宮図（クレタ型迷宮）

ギリシア神話ではミーノータウロスが閉じこめられた場所とされている。クレタ島のクノッソスの迷宮が世界最古のものと思われる。この迷宮の紋章である、両刃の斧（labrys）が、ラビリンス（Labyrinth）の語源となったとする説がある。迷宮の設計図はクノッソスの貨幣の意匠にもなったが、実は分岐のない極く単純な迷路であった。
古代エジプトには紀元前2000年頃に作られた「エジプトのラビリンス」と呼ばれる迷宮の伝説がある。大プリニウスはエジプトのラビリンスを手本にしてクノッソスの迷宮は作られたと推測し、ヘロドトスは実際にエジプトのラビリンスに赴いた時に見た内部の状況を記録している。エジプトのラビリンスはローマ軍によって破壊され、遺跡の上に街が作られたとされているが、正確な場所は不明である。ファイユームにあるアメンエムハト3世のピラミッドに隣接する神殿を、エジプトのラビリンスの一部と考える学者も多い。

## 迷宮図形
外部への開口部からゴールへと至る小路によって形成される円形もしくは矩形の幾何学図形群が迷宮(Labyrinth)と呼ばれている。対して、迷路(maze)は途中に現れる分岐や袋小路を克服してゴールに至る遊戯性の強い構造を持つ図形となっており、迷路と迷宮は曖昧に区別されて使われているが本質的に別物である。
Hermann Kernは、古典的な迷宮の特徴を以下のように列挙している。
- 通路は交差しない。
- 一本道であり、道の選択肢はない。
- 通路は振り子状に方向転換をする。
- 迷宮内には余さず通路が通され、迷宮を抜けようとすればその内部空間をすべて通ることになる。
- 中心のそばを繰り返し通る。
- 必然的に中心に至る。
- 中心から脱出する際、行きと同じ道を再び通らなければならない[3]。

このように本来の迷宮の構造は秩序だったものであり、古典的な迷宮図像には迷う要素は無い。ローマ帝国時代から迷宮と迷路を混同するような文献が数多く見られ、紀元前1世紀から1世紀ごろに迷宮が迷路的なイメージとして定着されたと考えられている。

## 歴史と考察
新石器時代から世界の各地で迷宮図形は描かれており、クレタ型迷宮は古典的迷宮の特徴を兼ね揃えた代表的なものである。 
『迷路研究』を著したカール・ケレイニーによれば、迷宮図形は螺旋模様が発展したものであり、螺旋や迷宮図形は地下世界の地図であり、死の象徴であるといい、古代人にとって、迷宮に入ることは死を意味し、迷宮から出ることは転生を意味するという。
古代から現代に至るまで、迷宮は様々な場面で実用的に用いられた。古代エジプトなどの防御施設では、中央部に接近するためには一本道の小路を折り返して辿らなければならない構造が施されているものがあり、防衛用途としての迷宮構造と考えられている。また、イギリスでは墓所やグラストンベリー・トーのような巡礼地の入口の前に迷宮を設け、入場希望者に小路を辿らせることで入場者数を制限していた。迷宮は魔除けにも利用されていた。古代の中国では悪魔は直線にしか飛べないと考えられており、外から入る悪魔を妨害するために住居や都市の構造に迷宮が用いられた。ヨーロッパでは牛舎の入り口や指輪、紋章などに迷宮図形そのものを魔除けとして施していた。

### 語源

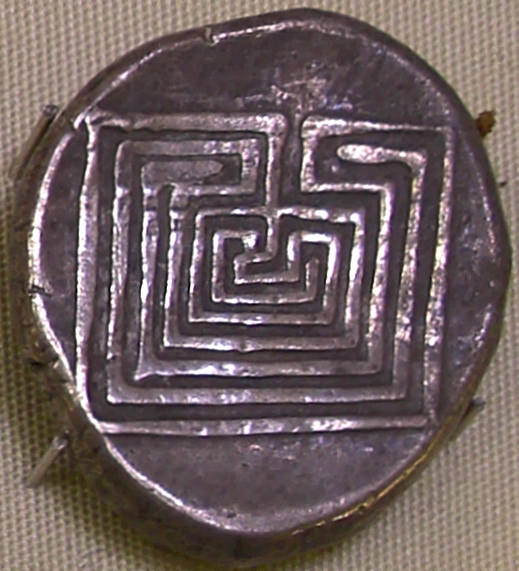
紀元前400年の迷宮の描かれたクノッソスの銀貨

ラビリンスはクレタ島のクノッソス宮殿に関連する前ギリシャ文明（ミノア文明）起源の言葉である。この語はリュディア語のlabrys（ラブリュス）と深く関連しており、クノッソス遺跡では両刃斧のモチーフが見られる事から、元のラビリンスはクレタ島のロイヤルミノア宮殿であると指摘されている。しかし、クレタ島の他の宮殿でも同じシンボルが発見されたため、この指摘はクノッソス遺跡だけに留まらない可能性がある。
ラブリュスはおそらくアナトリア半島から来た宗教用語で、両刃斧のシンボルは新石器時代のチャタル・ヒュユク遺跡で発見されている。トルコのカリアにあるラブラウンダ聖域では、両刃斧は嵐神Zeus Labraundos（Ζεὺς Λαβρανδεύς）に関連付けされている。
しかし、ラブリュスはミノア語ではなくリュディア語から来ており、ラビリンスとラブリュスとの関連は推測のままである。
また、クレタ以外の場所で迷宮ではない石造建築をLabyrinthosと称した用例が見つかっており、ラビリンスの語源をラブリュスに求める説は学術的には疑問視されている。
紀元前5世紀から3世紀にかけてクノッソスの貨幣にラビリンスのシンボルが刻まれた。この期間の主なラビリンスの形式は、「7つの同心円（seven-circuit）」と呼ばれる単純な形式であり、時間の経過とともに円形か四角形かにかかわらず、独特な迷路にラビリンスという語が使われるようになった。

### キリスト教

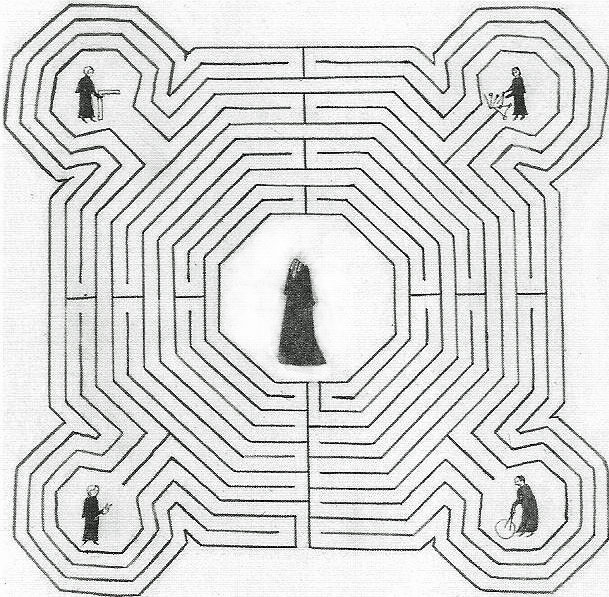
ノートルダム大聖堂 (ランス)の迷宮図（13世紀）

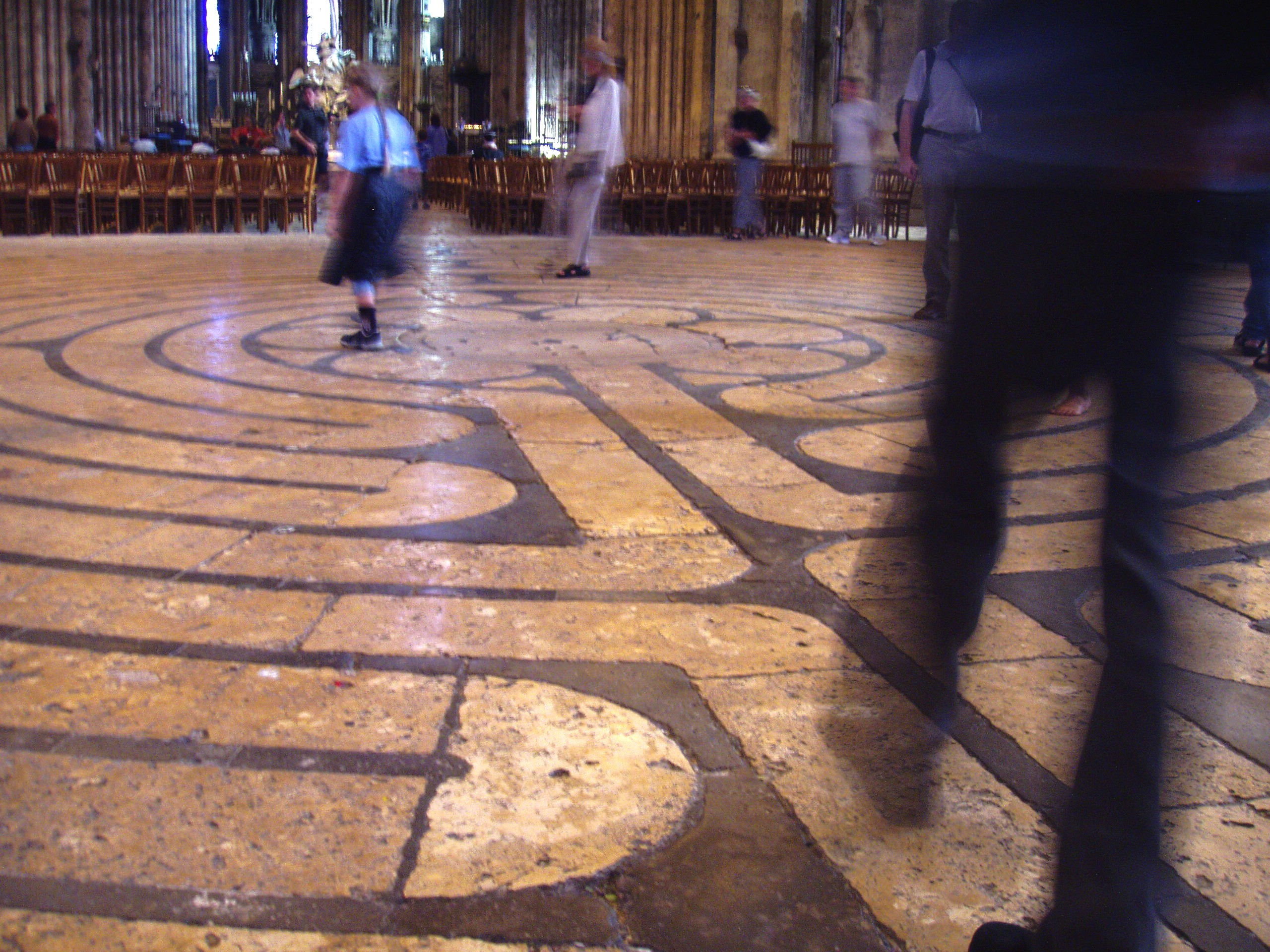
シャルトル大聖堂の床

迷宮がキリスト教に受容された最古の例として、アルジェリアのエル・アスナムにある4世紀に作られたレパラトゥス教会のバシリカの床に描かれたクレタ型迷宮が挙げられる。キリスト教教会の迷宮は時代を下るにつれてクレタ型が廃れ、よりキリスト教的シンボリズムや宇宙観に調和した迷宮が現れるようになる。
12世紀から14世紀にかけて、フランス北部のシャルトル大聖堂、ノートルダム大聖堂 (ランス)、ノートルダム大聖堂 (アミアン)などのゴシック建築式の教会の床に、大型の迷宮が描かれるようになった。ゴシック期には迷宮の持つ聖性は失われ始め、分岐や袋小路といった迷路の性格を持った迷宮も現れるようになった。
18世紀後期以降の書物ではエルサレムへの道（chemin de Jerusalem）を示すなどと紹介されているが、現在に至っては、初期のキリスト教徒が何の目的で床に迷宮を描いたのかは不明である。

### 北欧・イギリスの迷宮
イギリスにおいては、大聖堂には芝生迷路が作られ、アルクバラやサフラン・ウェルデンなどに見られる。これらは啓示を受けるためであると考えられている。
ウェールズやスカンジナビアの沿岸部では500を超える教会とは関係ない迷宮が作成された。これらの資材は芝生や海岸の岩で作られており、シンプルな構造で作られている。英語では、これらの迷宮をトロイタウンと呼ぶ。漁業関係者が作ったものと考えられるが、作成理由が分からないものも多い。